# Husarz władca
Husarz władca (Anax imperator) – gatunek ważki różnoskrzydłej z rodziny żagnicowatych (Aeshnidae). Występuje w Europie, Azji (Azja Środkowa, Bliski Wschód, Indie) oraz w większości Afryki. W ciągu ostatnich dziesięcioleci rozszerzył zasięg występowania na północ.

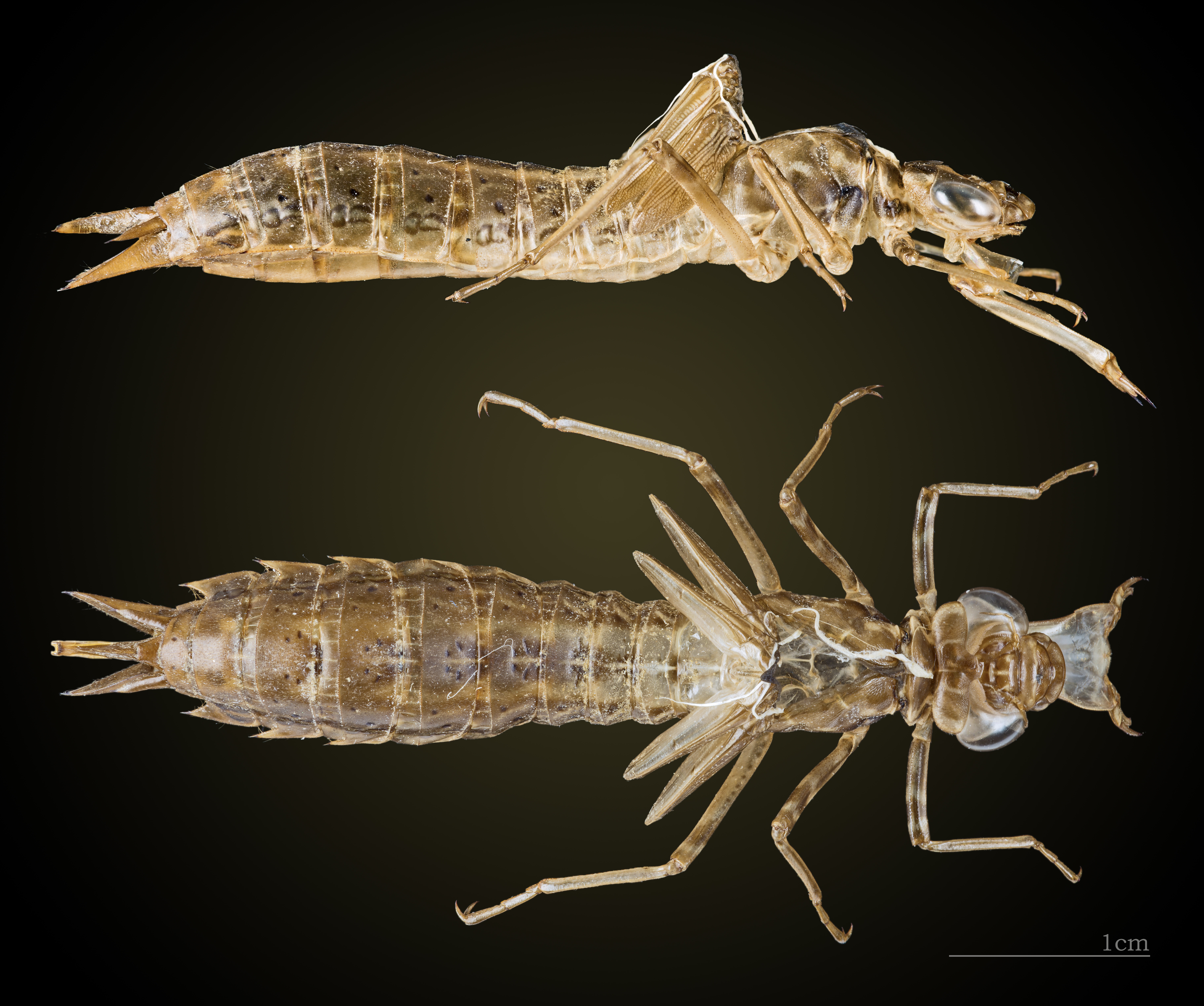
Wylinka

Zasiedla wody stojące, najczęściej duże, gęsto porośnięte roślinnością zbiorniki.
To jedna z największych ważek Europy Środkowej. W Polsce występuje na terenie całego kraju, z wyjątkiem niektórych masywów górskich. Ubarwienie błękitno-zielone. Długość tylnego skrzydła może osiągać od 45 do 52 milimetrów, zaś długość ciała 66–84 milimetrów. Jest doskonałym lotnikiem. Można go spotkać nawet w dużej odległości od zbiorników wodnych.
Jaja są składane do żywych roślin wodnych lub ich szczątków. Po 2–3 tygodniach wylęgają się larwy. Po przezimowaniu następuje przeobrażenie w dorosłego owada, imago. Imagines występują od marca do grudnia w północnej Afryce, ale dużo krócej w północnej części zasięgu występowania. W Polsce imagines latają od maja do sierpnia.